# Рыжово (деревня, Москва)
Рыжово — деревня в Троицком административном округе Москвы (до 1 июля 2012 года была в составе Подольского района Московской области). Входит в состав поселения Вороновское.

## Население
| 1859 | 1890 | 1899 | 1926 | 2002 | 2006 | 2010 |
| ---- | ---- | ---- | ---- | ---- | ---- | ---- |
| 185  | ↗187 | ↘97  | ↗179 | ↘16  | ↘14  | ↗29  |

Согласно Всероссийской переписи, в 2002 году в деревне проживало 16 человек (7 мужчин и 9 женщин). По данным на 2005 год в деревне проживало 14 человек.

## География
Деревня Рыжово расположена в центральной части Троицкого административного округа, примерно в 25 км к западу от центра города Подольска, на левом берегу впадающей в Мочу реки Поляницы. Рядом проходит Калужское шоссе А130, в 6 км к северо-востоку — Московское малое кольцо А107, в 9 км к югу — линия Большого кольца Московской железной дороги.
К деревне приписаны три садоводческих товарищества и кооператив. В деревне Рыжово на реке Поляница образован пруд. Ближайшие населённые пункты — деревни Безобразово и Голохвастово.

## История
Название деревни, предположительно, произошло от некалендарного личного имени Рыжий.
В «Списке населённых мест» 1862 года — владельческая деревня 1-го стана Подольского уезда Московской губернии по правую сторону старокалужского тракта, в 25 верстах от уездного города и 4 верстах от становой квартиры, при реке Моче, с 21 двором и 185 жителями (88 мужчин, 97 женщин).
По данным на 1899 год — деревня Вороновской волости Подольского уезда с 97 жителями.
В 1913 году — 28 дворов.
По материалам Всесоюзной переписи населения 1926 года — центр Рыжовского сельсовета Вороновской волости Подольского уезда в 1,6 км от Калужского шоссе и 22,4 км от станции Столбовая Курской железной дороги, проживало 179 жителей (82 мужчины, 97 женщин), насчитывалось 28 крестьянских хозяйств.
1929—1946 гг. — населённый пункт в составе Красно-Пахорского района Московской области.
1946—1957 гг. — в составе Калининского района Московской области.
1957—1963, 1965—2012 гг. — в составе Подольского района Московской области.
1963—1965 гг. — в составе Ленинского укрупнённого сельского района Московской области.
В 1960—1980-е годы рядом с деревней функционировало учебное молочно-животноводческое хозяйство Михайловское Сельскохозяйственной академии имени Тимирязева. В 2008 году на площадях бывшего учхоза построено агропредприятие «Рыжово».
1 июля 2012 года при расширении границ столицы деревня была передана Москве из состава Подольского района Московской области.